# Hiliorahua Tasua
Hiliorahua Tasua is een bestuurslaag in het regentschap Nias Selatan van de provincie Noord-Sumatra, Indonesië. Hiliorahua Tasua telt 263 inwoners (volkstelling 2010).